# Passage Guilhem
Pour les articles homonymes, voir Guilhem.
Le passage Guilhem est une voie du 11e arrondissement de Paris, en France.

## Situation et accès
Le passage Guilhem est situé dans le 11e arrondissement de Paris. Il débute au 18, rue du Général-Guilhem et se termine au 51, rue Saint-Maur.

## Origine du nom
Elle porte le nom du général de brigade Pierre-Victor Guilhem (1815-1870), tué à la tête de ses troupes lors des combats de Chevilly le 30 septembre 1870, durant le siège de Paris, en raison du voisinage de la rue du Général-Guilhem.

## Historique
Cette voie est classée dans la voirie parisienne par arrêté du 11 janvier 1966.